# Aranyos-Beszterce
A Beszterce (románul Bistrița) másként Aranyos-Beszterce (Bistrița Aurie) folyó Romániában. A Szeret jobb oldali mellékfolyója. A Keleti-Kárpátokban ered, a Radnai-havasokban. Folyása során Erdélyből átlép Bukovinába, majd Moldvába.
Máramaros megyéből délkeletre indulva Suceava megye és Neamț megye után Bákó megyében, a moldvai Mezőség területén ömlik a Szeretbe.
Iszapja aranyat tartalmaz. A folyón több víztározó és vízierőmű is található.

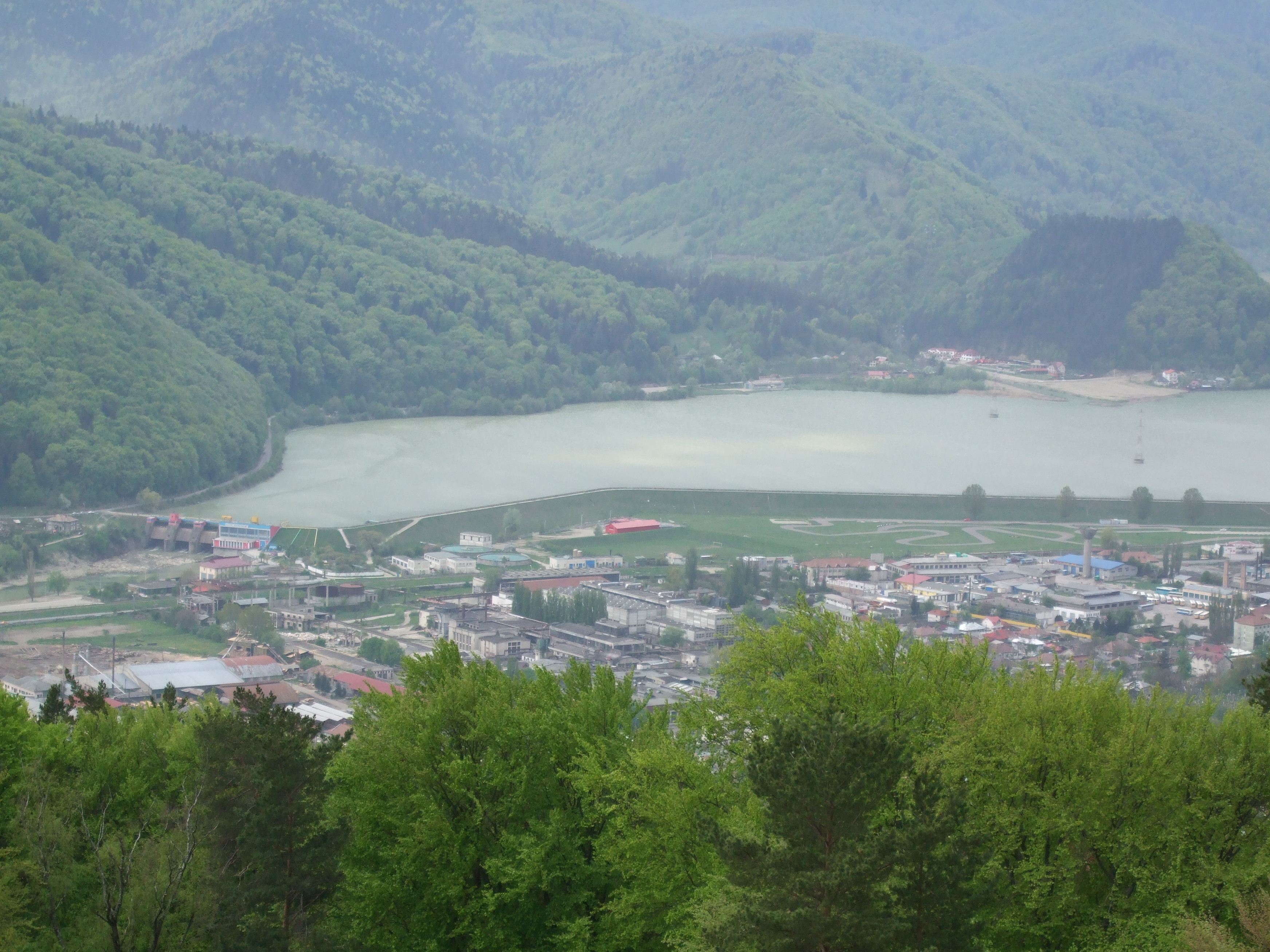
A Beszterce Karácsonkő mellett

## Mellékfolyói
Kis-Beszterce, Putna és Békás.

## Települések a folyó mellett
Dornavátra, Békás, Karácsonkő, Roznov, Buhus, Bákó.